# Castillo de Edinample

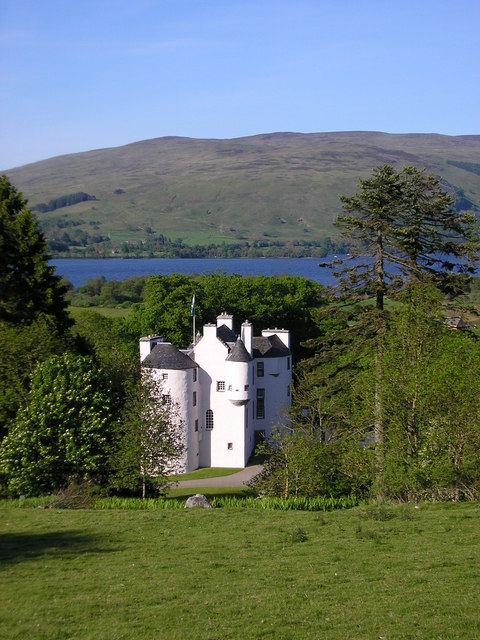
El castillo de Edinample.

El castillo de Edinample es un castillo de planta en Z del siglo XVI construido cerca del lago Earn, en Stirling, Escocia.